# Фовилле
Фовилле́ (фр. Fauvillers [fovile], валлон. Faiviè, люкс. Fäteler, нем. Feitweiler) — коммуна в Валлонии, расположенная в провинции Люксембург, округ Бастонь. Принадлежит Французскому языковому сообществу Бельгии. На площади 74,11 км² проживают 2004 человека (плотность населения — 27 чел./км²), из которых 49,95 % — мужчины и 50,05 % — женщины. Средний годовой доход на душу населения в 2003 году составлял 11 527 евро.
Почтовый код: 6637. Телефонный код: 063.